# Prince Tagoe
Prince Tagoe (Acra, Ghana, 9 de noviembre de 1986) es un futbolista ghanés, se desempeña como delantero y actualmente no tiene equipo.

## Clubes
| Club                   | País                   | Año         |
| ---------------------- | ---------------------- | ----------- |
| Accra Hearts of Oak SC | Ghana                  | 2004 - 2005 |
| Al-Ittihad FC          | Arabia Saudita         | 2006        |
| Al-Shabbab             | Emiratos Árabes Unidos | 2006 - 2007 |
| Al-Ettifaq FC          | Arabia Saudita         | 2007 - 2009 |
| TSG 1899 Hoffenheim    | Alemania               | 2009 - 2011 |
| FK Partizan            | Serbia                 | 2011        |
| Bursaspor              | Turquía                | 2011        |
| Al-Ettifaq             | Arabia Saudita         | 2013        |
| Hapoel Bnei Lod        | Israel                 | 2014        |

- Datos: Q346626
- Multimedia: Prince Tagoe / Q346626